# Larochette
Larochette (Luxemburgs: Fiels, Duits: Fels im Ösling) is een gemeente in het Luxemburgse Kanton Mersch. De gemeente heeft een totale oppervlakte van 15,4 km² en telde 2220 inwoners op 01 januari 2021.
Het stadje heeft een marktplein en een gedeeltelijk gerestaureerde kasteelruïne, vanwaar men uitzicht heeft over het plaatsje en het dal van de Witte Ernz.
Een merkwaardigheid van deze plaats is dat de Portugezen de grootste bevolkingsgroep vormen, met 46,52 % van de bevolking, nog vóór de Luxemburgers, die 38,11 % van de bevolking uitmaken.

## Geschiedkundige aspecten
Het dorp is ontstaan in een vallei min of meer parallel aan de vallei van de Alzette waardoor het een kortere weg was naar het huidige Diekirch en zo verder naar de Eifel. Het dorp was vroeger volledig omwald waar de huidige kasteelruïne een deel van uitmaakt, maar elke zijvallei door de omwalling was afgesloten. Restanten hiervan zijn nog te zien. In de 19e eeuw was het dorp vooral gekend omwille van zijn textielindustrie. Het huidige marktplein fungeerde daarbij als bleekweide, vandaar de naam "Bleech". Daarnaast was lederbewerking en de schoenenindustrie een belangrijke activiteit. Momenteel heeft de gemeente belang in de toeristische sector en fungeert het in belangrijke mate als forensendorp voor de hoofdstad Luxemburg.

## Kernen
Ernzen, Larochette, Leydenbach, Meysembourg, Weydert, Gudelt

## Evolutie van het inwoneraantal
| Jaar                              | 2001 | 2002 | 2003 | 2004 | 2005 | 2007 | 2013 | 2021 |
| --------------------------------- | ---- | ---- | ---- | ---- | ---- | ---- | ---- | ---- |
| Inwoneraantal                     | 1742 | 1791 | 1797 | 1774 | 1760 | 1882 | 2051 | 2220 |
| Opmerking: tellingen op 1 januari |      |      |      |      |      |      |      |      |

## Bezienswaardigheden
- Kasteelruïne van Larochette
- Kasteel van Meysembourg

## Geboren
- Alphonse Nies (1924-1992), schilder en tekenaar

## Afbeelding

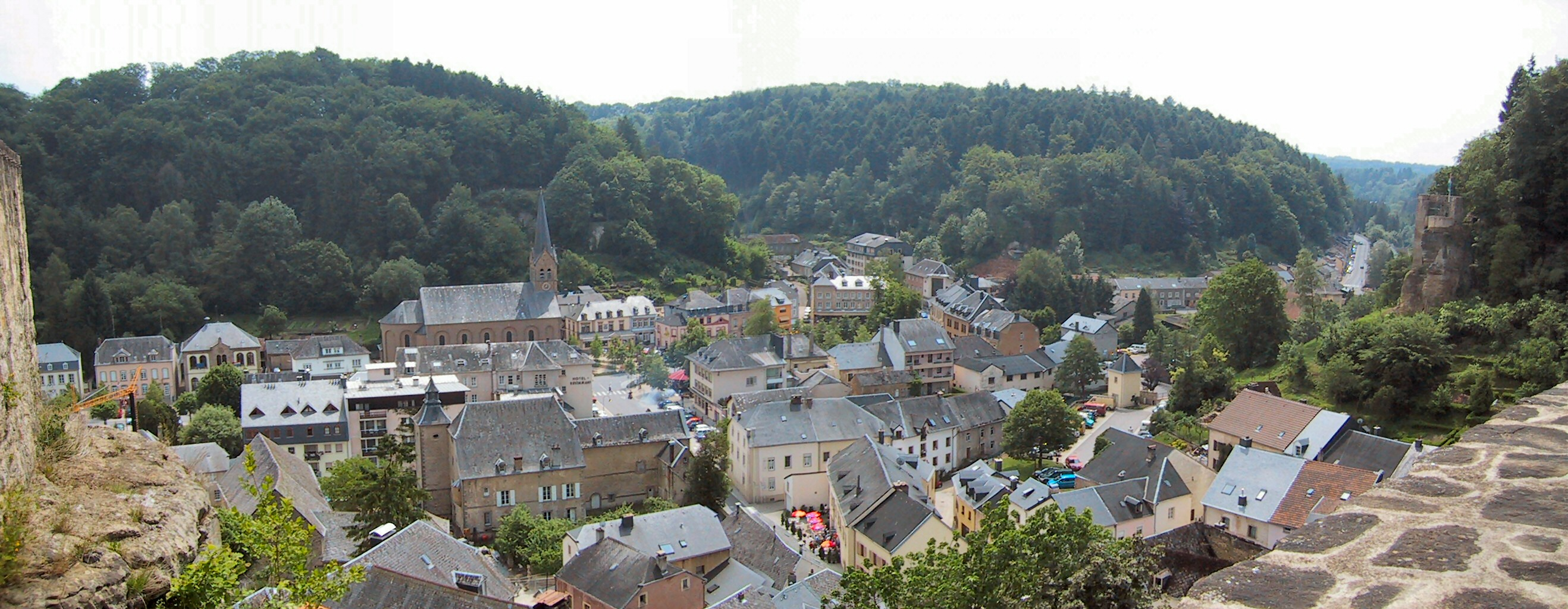
Larochette

Colmar-Berg · Bissen · Fischbach · Heffingen · Helperknapp · Larochette · Lintgen · Lorentzweiler · Mersch · Nommern